# Einar Braut
Einar Braut (Klepp, 6 dicembre 1975) è un ex calciatore norvegese, di ruolo difensore.

## Carriera

### Club
Braut cominciò la carriera con la maglia del Klepp. Passò poi al Bryne, dove militò dal 1993 al 2004. Passò poi allo Hødd, per cui esordì il 13 aprile 2005, quando fu titolare nella sconfitta casalinga per 0-1 contro il Mandalskameratene. Nel 2008 tornò al Klepp.